# Achatinella juncea
Achatinella juncea foi uma espécie de gastrópodes da família Achatinellidae.
Foi endémica do Arquipélago do Havaí.